# Gabala margarita
Gabala margarita är en fjärilsart som beskrevs av George Thomas Bethune-Baker 1908. Gabala margarita ingår i släktet Gabala och familjen trågspinnare. Inga underarter finns listade i Catalogue of Life.